# Coupe du monde féminine de cyclisme sur route 2014
Navigation
Édition précédente Édition suivante
La Coupe du monde de cyclisme sur route féminine 2014 est la 17e édition de la Coupe du monde de cyclisme sur route féminine. Les compétitions inscrites au calendrier sont identiques à l'édition précédente, à l'exception du Tour de Bochum qui fait son entrée dans la compétition.
La Néerlandaise Marianne Vos est la tenante du titre. Elizabeth Armitstead mène la compétition de bout en bout.

## Courses
| Date     | # | Course                                   | Pays      | Vainqueur              | Deuxième                    | Troisième                  | Leader du général    |
| -------- | - | ---------------------------------------- | --------- | ---------------------- | --------------------------- | -------------------------- | -------------------- |
| 15 mars  | 1 | Tour de Drenthe                          | Pays-Bas  | Elizabeth Armitstead   | Anna van der Breggen        | Shelley Olds               | Elizabeth Armitstead |
| 30 mars  | 2 | Trofeo Alfredo Binda-Comune di Cittiglio | Italie    | Emma Johansson         | Elizabeth Armitstead        | Alena Amialiusik           | Elizabeth Armitstead |
| 6 avril  | 3 | Tour des Flandres                        | Belgique  | Ellen van Dijk         | Elizabeth Armitstead        | Emma Johansson             | Elizabeth Armitstead |
| 23 avril | 4 | Flèche wallonne                          | Belgique  | Pauline Ferrand-Prévot | Elizabeth Armitstead        | Elisa Longo Borghini       | Elizabeth Armitstead |
| 18 mai   | 5 | Tour de l'île de Chongming               | Chine     | Kirsten Wild           | Elena Cecchini              | Giorgia Bronzini           | Elizabeth Armitstead |
| 3 août   | 6 | Tour de Bochum                           | Allemagne | Marianne Vos           | Giorgia Bronzini            | Lotta Lepistö              | Elizabeth Armitstead |
| 22 août  | 7 | Open de Suède Vårgårda TTT               | Suède     | Specialized-Lululemon  | Rabo-Liv Women Cycling Team | Boels-Dolmans Cycling Team | Elizabeth Armitstead |
| 24 août  | 8 | Open de Suède Vårgårda                   | Suède     | Chantal Blaak          | Amy Pieters                 | Roxane Knetemann           | Elizabeth Armitstead |
| 30 août  | 9 | GP de Plouay-Bretagne                    | France    | Lucinda Brand          | Marianne Vos                | Pauline Ferrand-Prévot     | Elizabeth Armitstead |

## Classements
Classement final

### Classement individuel
| #  | Cycliste               | Équipe                | 1   | 2   | 3   | 4   | 5   | 6   | 7  | 8   | 9   | Total |
| -- | ---------------------- | --------------------- | --- | --- | --- | --- | --- | --- | -- | --- | --- | ----- |
| 1  | Elizabeth Armitstead   | Boels-Dolmans         | 120 | 100 | 100 | 100 | -   | -   | 25 | 35  | 35  | 515   |
| 2  | Emma Johansson         | Orica-AIS             | 35  | 120 | 85  | 20  | -   | 35  | 20 | 25  | 50  | 390   |
| 3  | Marianne Vos           | Rabo-Liv Women        | -   | -   | -   | 50  | -   | 120 | 30 | 70  | 100 | 370   |
| 4  | Anna van der Breggen   | Rabo-Liv Women        | 100 | 70  | 50  | 18  | -   | -   | 30 | 18  | 60  | 346   |
| 5  | Kirsten Wild           | Giant-Shimano         | 50  | -   | 16  | -   | 120 | 30  | 14 | 60  | -   | 290   |
| 6  | Pauline Ferrand-Prévot | Rabo-Liv Women        | -   | 60  | 20  | 120 | -   | -   | -  | -   | 85  | 285   |
| 7  | Ellen van Dijk         | Boels-Dolmans         | 40  | 35  | 120 | 25  | -   | 20  | 25 | 4   | -   | 269   |
| 8  | Elisa Longo Borghini   | Hitec Products        | 10  | 50  | 70  | 85  | -   | -   | -  | -   | 40  | 255   |
| 9  | Chantal Blaak          | Specialized-Lululemon | 70  | 0   | 0   | -   | -   | 0   | 35 | 120 | -   | 225   |
| 10 | Giorgia Bronzini       | Wiggle Honda          | 4   | 30  | 6   | -   | 85  | 100 | 0  | -   | -   | 225   |

### Classement par équipes
|    | Équipe                      | 1   | 2   | 3   | 4   | 5   | 6   | 7   | 8   | 9   | Total |
| -- | --------------------------- | --- | --- | --- | --- | --- | --- | --- | --- | --- | ----- |
| 1  | Rabo-Liv Women Cycling Team | 193 | 130 | 148 | 200 | -   | 134 | 120 | 225 | 365 | 1515  |
| 2  | Boels-Dolmans Cycling Team  | 160 | 159 | 255 | 139 | 8   | 82  | 100 | 39  | 59  | 1001  |
| 3  | Specialized-Lululemon       | 108 | 0   | 67  | 70  | -   | 60  | 140 | 190 | 31  | 666   |
| 4  | Team Giant-Shimano          | 110 | 16  | 16  | 30  | 130 | 34  | 56  | 174 | 10  | 576   |
| 5  | Hitec Products              | 12  | 62  | 70  | 145 | 113 | 16  | 48  | 0   | 72  | 538   |
| 6  | Orica-AIS                   | 35  | 120 | 85  | 20  | -   | 35  | 80  | 25  | 64  | 464   |
| 7  | Estado de México-Faren      | 0   | 39  | 8   | 4   | 139 | 26  | 60  | 30  | 70  | 376   |
| 8  | Wiggle Honda                | 4   | 30  | 16  | 35  | 125 | 100 | -   | 0   | -   | 310   |
| 9  | Alé Cipollini               | 85  | 2   | 4   | 16  | 50  | 25  | -   | -   | 4   | 186   |
| 10 | Lotto Belisol Ladies        | 12  | 0   | 54  | 41  | -   | 70  | -   | -   | -   | 176   |

## Évolution des leaders des différents classements
| Épreuve (Vainqueur)                                | Individuel           | Équipes                     | Montagne               | Sprint          | Jeune                  |
| -------------------------------------------------- | -------------------- | --------------------------- | ---------------------- | --------------- | ---------------------- |
| Tour de Drenthe (Elizabeth Armitstead)             | Elizabeth Armitstead | Rabo Liv Women Cycling Team | Amy Pieters            | Iris Slappendel | Thalita de Jong        |
| Trofeo Alfredo Binda (Emma Johansson)              | Elizabeth Armitstead | Rabo Liv Women Cycling Team | Alena Amialiusik       | Iris Slappendel | Pauline Ferrand-Prévot |
| Tour des Flandres (Ellen van Dijk)                 | Elizabeth Armitstead | Boels Dolmans Cycling Team  | Anna van der Breggen   | Iris Slappendel | Pauline Ferrand-Prévot |
| Flèche wallonne (Pauline Ferrand-Prévot)           | Elizabeth Armitstead | Boels Dolmans Cycling Team  | Pauline Ferrand-Prévot | Iris Slappendel | Pauline Ferrand-Prévot |
| Tour de l'île de Chongming (Kirsten Wild)          | Elizabeth Armitstead | Boels Dolmans Cycling Team  | Pauline Ferrand-Prévot | Rebecca Wiasak  | Pauline Ferrand-Prévot |
| Tour de Bochum (Marianne Vos)                      | Elizabeth Armitstead | Rabo Liv Women Cycling Team | Alena Amialiusik       | Iris Slappendel | Elena Cecchini         |
| Open de Suède Vårgårda TTT (Specialized-Lululemon) | Elizabeth Armitstead | Rabo Liv Women Cycling Team | Alena Amialiusik       | Iris Slappendel | Elena Cecchini         |
| Open de Suède Vårgårda (Chantal Blaak)             | Elizabeth Armitstead | Rabo Liv Women Cycling Team | Alena Amialiusik       | Iris Slappendel | Elena Cecchini         |
| GP de Plouay-Bretagne (Lucinda Brand)              | Elizabeth Armitstead | Rabo Liv Women Cycling Team | Alena Amialiusik       | Iris Slappendel | Elena Cecchini         |